# Anta da Casa dos Galhardos
Die Anta da Casa dos Galhardos, auch Anta dos Galhardos oder Anta do Galhardo genannt, ist eine Megalithanlage etwa 150 m südwestlich des Monte do Galhardo, in der Gemeinde (portugiesisch Freguesia)  Santa Maria da Devesa im Kreis (portugiesisch Concelho) Castelo de Vide, Distrikt Portalegre im nordöstlichen Alentejo.
Anta, Mámoa, Dolmen, Orca und Lapa sind die in Portugal geläufigen Bezeichnungen für die ungefähr 5000 Megalithanlagen, die während des Neolithikums im Westen der Iberischen Halbinsel von den Nachfolgern der Cardial- oder Impressokultur errichtet wurden.

## Denkmalpflege
Die Anlage wurde 1867–1868 durch Pereira da Costa ergraben und 1959 durch Georg und Vera Leisner beschrieben.
Das Megalithgrab wurde 1910 als Monumento Nacional eingetragen und geschützt und ist für die Öffentlichkeit über den Rundweg PR 2 Torrinha (portugiesisch Percursos pedestres) der Cidade Castelo de Vide, an dem auch die Anten Anta do Pincho und Anta dos Pombais liegen, erschlossen.

## Befund
Die polygonale Grabkammer wird durch sieben Tragsteine (Orthostaten) aus Granit gebildet und war vermutlich mit einem Deckstein geschlossen, dessen zerbrochenen Reste im Inneren der Kammer angetroffen wurden. Sechs der sieben unregelmäßig dreieckigen Tragsteine wurden noch in situ angetroffen. Drei der leicht nach innen geneigten Tragsteine sind noch in ursprünglicher Höhe erhalten, die übrigen sind auf Höhe des Bodens gebrochen.
Die Anlage wurde ohne Korridor errichtet und die ehemalige Überhügelung (Mámoa) des Grabes ist kaum erhalten.

## Funde
Über eventuelle Funde der Grabung von 1867–1868 liegen keine Informationen vor.